# Antoine Jean Henri de Carové
Antoine Jean Henri Theodore de Carové, né le 30 novembre 1741 à Andernach (Électorat de Cologne), est un général de brigade de la Révolution française.

## États de service
Il entre en service en 1757, dans les volontaires royaux, et il passe lieutenant en second le 9 avril 1758. Le 2 octobre 1751, il devient lieutenant de dragons dans la légion royale, et il sert de 1758 à 1762 en Allemagne. Le 10 février 1764, il est nommé aide-major dans le régiment d’Esterhazy-hussards, avec rang de capitaine.
Il reçoit son brevet de major le 16 août 1775, celui de lieutenant-colonel le 22 août 1779, et celui de mestre de camp commandant le régiment de Conflans hussards le 10 mars 1788. Il est promu maréchal de camp le 20 mai 1791, et il est employé dans la 6e division militaire. Le 22 mai 1792, il démissionne, et émigre avec son fils en Suisse.
Il est titulaire de la croix de chevalier de Saint-Louis.

## Sources
- (en) « Generals Who Served in the French Army during the Period 1789 - 1814: Eberle to Exelmans »
- Etat nominatif des pensions, traitements conservés, dons, gratifications, imprimerie Nationale, Paris, 1790, p. 87.
- Carnet de sabretache : revue d’histoire militaire rétrospective, volume 1 à 10, Berger-Levrault, Nancy, 1906, p. 61.
- Georges Six, Dictionnaire biographique des généraux & amiraux français de la Révolution et de l'Empire (1792-1814), Paris : Librairie G. Saffroy, 1934, 2 vol., p. 193.